# 狐假虎威
狐假虎威為一中國成語，通常是指憑上位者的威勢欺壓人。
战国策原文：虎求百獸而食之，得狐。狐曰：「子無敢食我也,天帝使我長百獸，今子食我，是逆天帝命也。子以我為（ㄨㄟˊ）不信，吾為（ㄨㄟˋ）子先行，子隨我後，觀百獸之見我而敢不走乎？」虎以為然，故遂與之行。獸見之皆走。虎不知獸畏己而走也，以為畏狐也。
語義：老虎尋找各種野獸作為食物，抓到一隻狐狸。狐狸說：「你不敢吃我，天帝命令我掌管百獸，現在你要是吃掉我，就是違背天帝的旨意。若你認為我的話是不可信的，我在你前面走，你跟在我後面，看各種野獸看見我有敢不逃跑的嗎？」老虎認為狐狸的話是有道理的，所以就跟牠一起走。群獸看見老虎都逃跑了。老虎不知道野獸是害怕自己而逃跑的，還以為牠們是害怕狐狸呢。

## 啟示錄
這是一則家喻戶曉的寓言故事，說的是狐狸憑自己的智謀逃出了虎口。後來都用來比喻用別人的強大勢力欺負其他人。狡猾的狐狸憑藉老虎的威風，在森林中嚇唬別人。但是，狡詐的手法決不能使狐狸改變虛弱的本質。把戲一旦被戳穿，它非但會受到群獸的圍攻，還將被受騙的老虎吞吃。引申說明仗勢欺人的壞蛋，雖然能夠囂張一時，但最終決不會有好的下場。現人們用它來比喻依仗別人的勢力欺壓人。也諷刺了那些仗著別人威勢，招搖撞騙的人。借著別人的勢力，或職務上的權力作威作福的人就是狐假虎威。

## 演变
《战国策》中并无“狐假虎威”字样，后人将此寓言用狐假虎威作为一个固定成语，在《西游记》、《警世通言》、《初刻拍案惊奇》、《二刻拍案惊奇》中都提到了这则四字成语。
清朝宣统元年（1909年）出版的小说集《绿林变相》又名《狐假虎威》。